# Сент-Джонс (річка)
Сент-Джонс («Святого Джона») — річка у штаті Флорида у США є найдовшою у цьому штаті. Її довжина 500 км. Протікає з півдня на південь по 12 повітах штату Флорида, з яких 3 є найбільшими. Початки у повіті Індіан-Рівер й гирло у повіті Дювал.
Історичне індіанське ім'я річки Вілака або Їлакко, що значить «Ланцюг озер».
Шириною річка досягає 4,8 км на декілька майлів плину між містами Палатка й Джексонвілл.
Приблизно 3,5 мільйона осіб мешкає у сточищі Сент-Джонсу, що становить 22900 км². Приблизно 3500 озер знаходяться у сточищі річки.
Падіння води від джерела до гирла усього 9,1 метра. Річка повільно-плинна зі швидкістю 0,2 км/годину, тому її описують ледачою.
Об'єм водогону у гирлі біля міста Мейпорт в середньому 425 м³/сек.
Річка належить до класу чорноводних, тобто отримує води й плине через болота й плавні, від чого вода гниє й отримує характерне забарвлення.
Історично тут мешкали народи архаїчний народ археологічної Сент-Джонс культури (500 рік до Р. Х. по 1700 рік), Тімукуа й Мокама. Згодом оселилися іспанські й французькі колоністи.
Озеро Джордж, сточище якого є частиною сточища Сент-Джонсу є другим найбільшим у Флориді. найбільшою притокою річки є її ліва притока Оклавага.

## Світлини

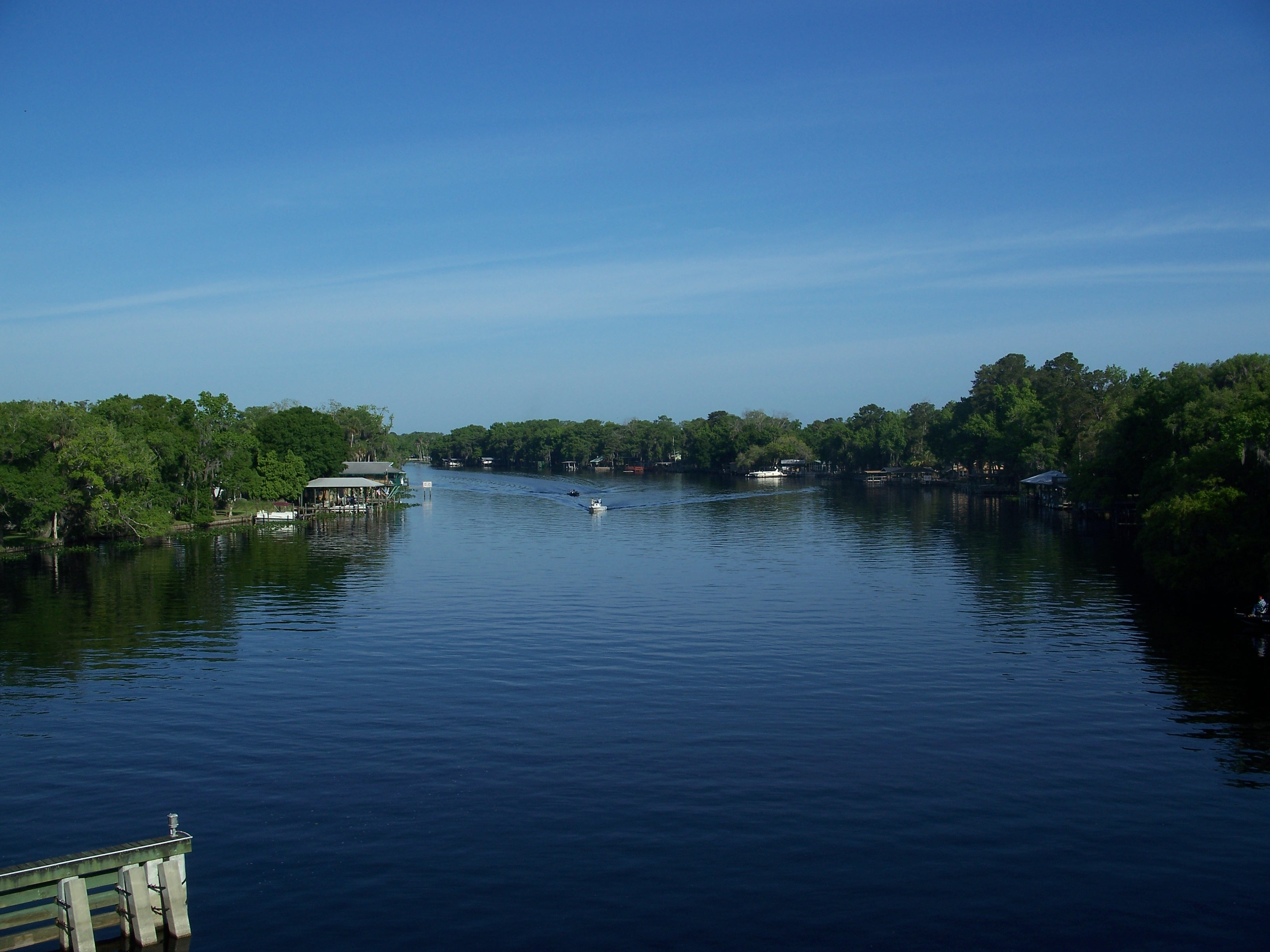
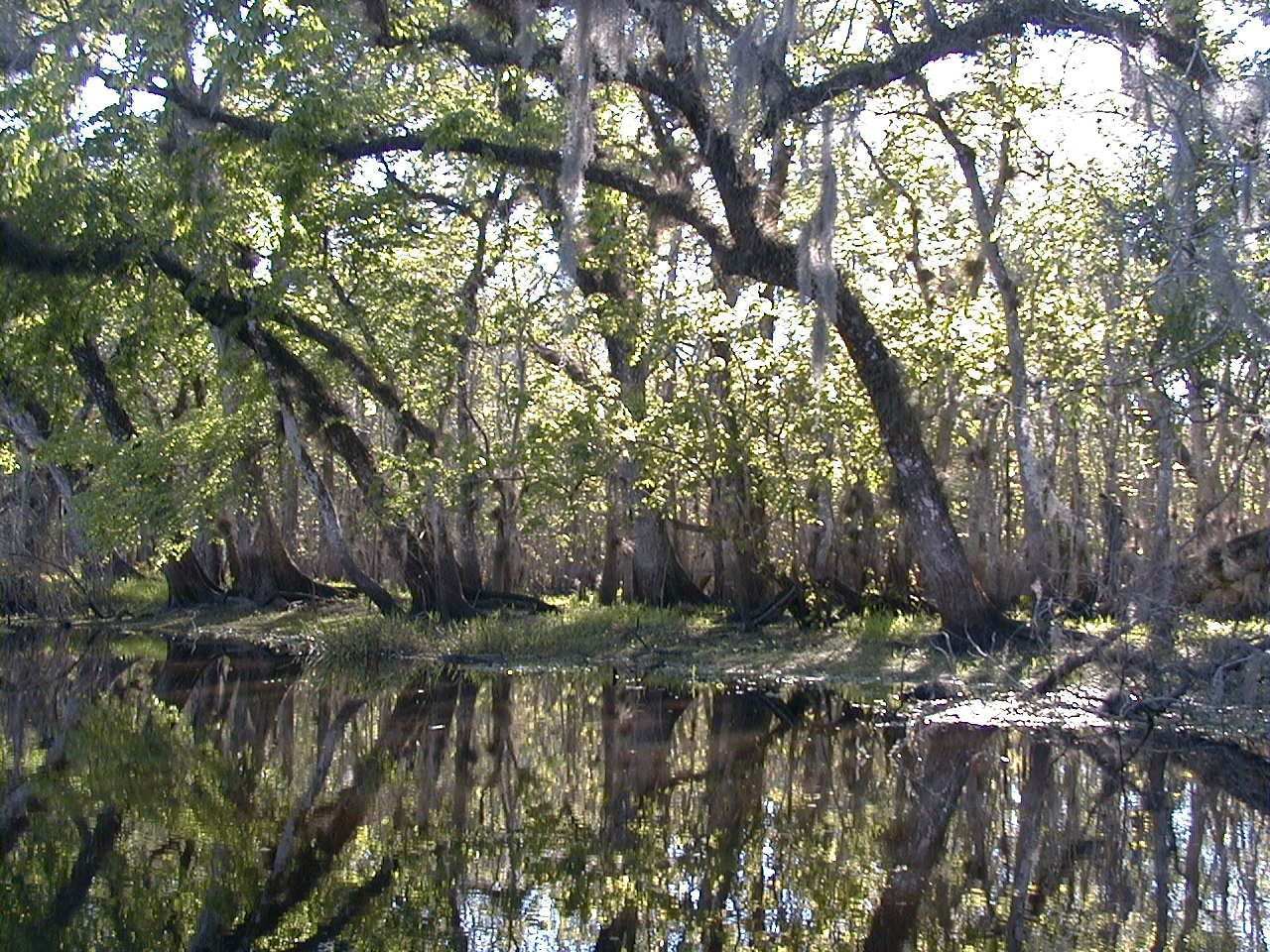
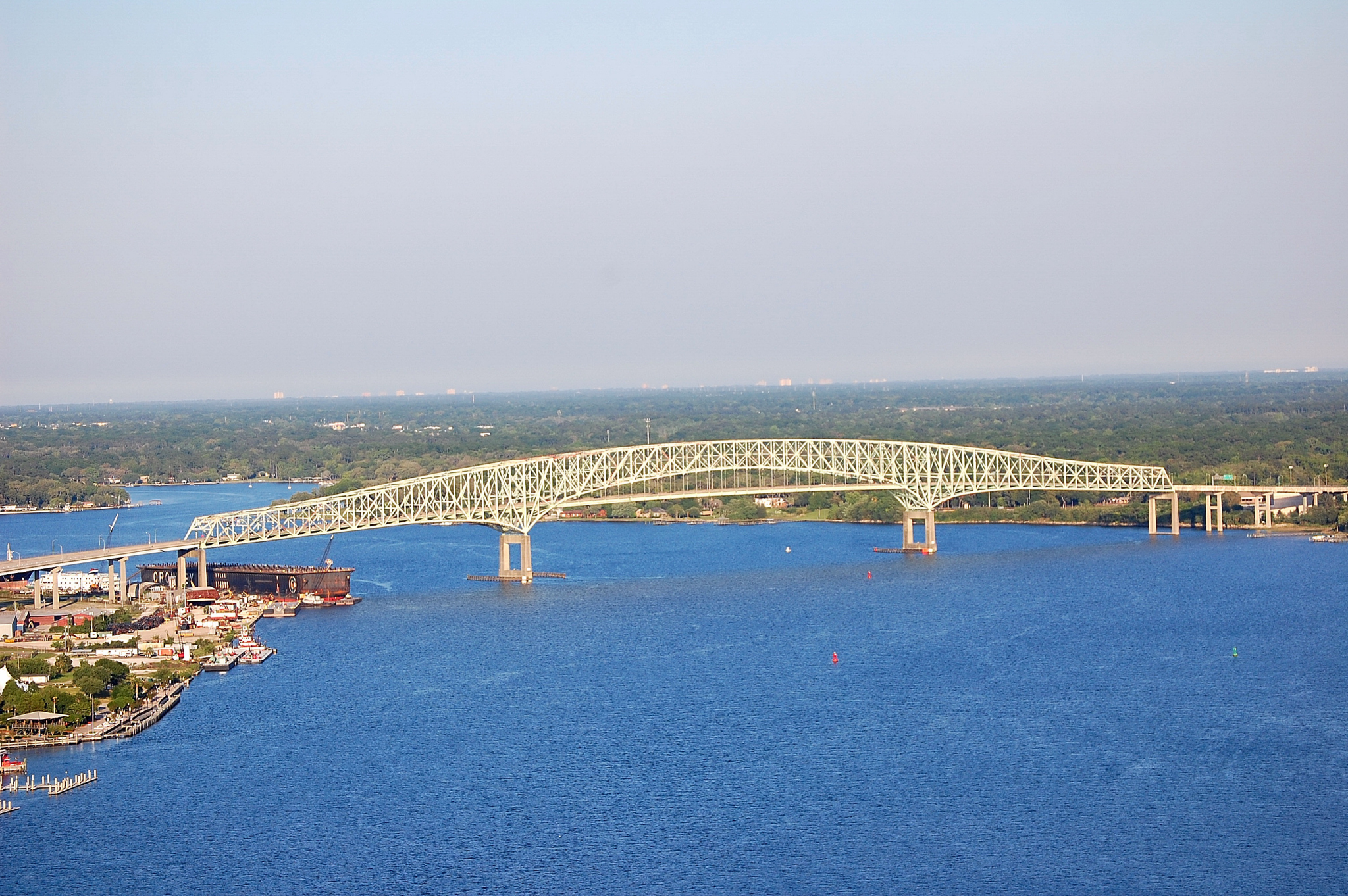

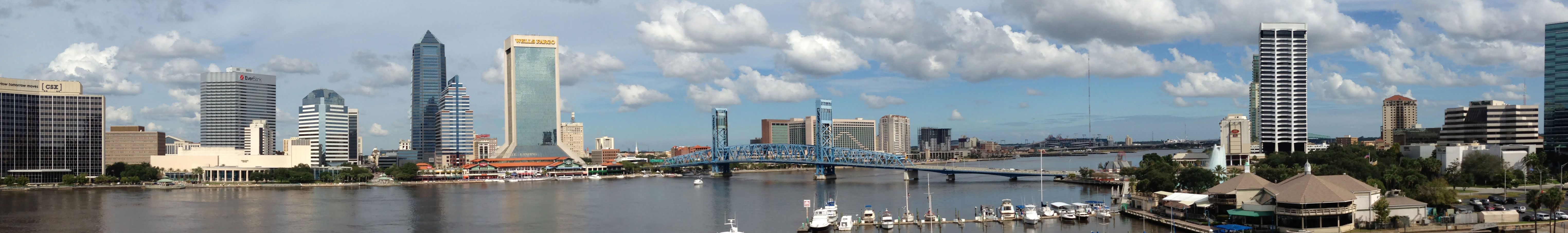
Річка у Джексонвіллі